# 마크 스트롱
마크 스트롱(영어: Mark Strong, 1963년 8월 5일 ~ )은 잉글랜드의 배우이다. 본명은 마르코 주세페 살루솔리아(이탈리아어: Marco Giuseppe Salussolia)이다. 90년대부터 연극, TV 드라마, 영화 여러 작품에서 다양한 활동을 펼치고 있다. 대표 출연작으로는 《킥 애스: 영웅의 탄생》, 《그린 랜턴: 반지의 선택》, 《팅커 테일러 솔저 스파이》, 《셜록 홈즈》, 《이미테이션 게임》, 《킹스맨: 시크릿 에이전트》가 있다.

## 생애와 경력
마크 스트롱은 1963년 태어났다. 그의 어머니는 오스트리아 출신으로 영국에 이민을 와서 결혼했다. 아버지는 이탈리아인이었는데, 스트롱이 태어나고 머지않아 사망했다. 미혼모가 된 어머니는 스트롱을 힘들게 키웠다. 스트롱은 외가 식구들과 어울리면서 독일어를 배웠다고 한다. 고등학생 때 스트롱은 변호사의 꿈을 품고, 어머니를 따라 독일로 가서 법학대학에 입학했지만 만족스러운 성적을 내지 못했다. 결국 영국에 돌아와 다시 대학을 고르던 중에 연극학과 소개문을 보게 되었고, 연기 공부를 시작했다.
스트롱은 연극 배우로 활동하다가 80년대 말부터 TV 쪽으로 진출했으며, 1996년 드라마 《아워 프렌즈 인 더 노스》에 주연으로 출연함으로써 대중적 인지도가 높아졌다(이 작품에는 스트롱 외에 크리스토퍼 에클스턴, 대니얼 크레이그, 지나 매키가 출연했다). 2004년에 BBC의 4부작 드라마 《롱 펌》에서 주인공 해리 스타크 역으로 좋은 연기를 펼쳤고, BAFTA 남우주연상 후보에 올랐다.

## 출연 작품
- 2024년: 아틀라스 (Atlas) - 제이크 부스 역
- 2023년: 머더 미스터리 2 (Murder Mystery 2) - 밀러 역
- 2021년: 크루엘라 (Cruella) - 보리스 역
- 2019년: 1917 (1917) - 스미스 역
- 2019년: 샤잠! (Shazam!) - 마크 스트롱 박사 역
- 2017년: 킹스맨: 골든 서클 (Kingsman: The Golden Circle) - 멀린 역
- 2016년: 미스 슬로운 (Miss Sloane) - 슈미트 역
- 2015년: 킹스맨: 시크릿 에이전트 (Kingsman: The Secret Service) - 멀린 역
- 2014년: 이미테이션 게임 (The Imitation Game) - 스튜어트 멘지스 역
- 2014년: 내가 잠들기 전에 (Before I Go to Sleep)
- 2013년: 블러드 워 (Blood) - 로버트 시모어 역
- 2013년: 테이크다운 (Welcome to the Punch) - 제이콥 역
- 2012년: 존 카터: 바숨 전쟁의 서막 (John Carter) - 마타이 샹 역
- 2012년: 제로 다크 서티 (Zero Dark Thirty) - 조지 역
- 2011년: 더 이글 (The Eagle) - 구엠 역
- 2011년: 그린 랜턴: 반지의 선택 (Green Lantern) - 시네스트로 역
- 2011년: 더 가드 (The Guard) - 클라이브 코넬 역
- 2011년: 팅커 테일러 솔저 스파이 (Tinker Tailor Soldier Spy) - 짐 프리도 역
- 2011년: 블랙 골드 (Black Gold / Day of the Falcon)
- 2010년: 로빈후드 (Robin Hood / Nottingham) - 고프리 경 역
- 2010년: 킥 애스 : 영웅의 탄생 (Kick Ass) - 프랭크 역
- 2010년: 웨이 백 (The Way Back) - 카바로프 역
- 2009년: 셜록 홈즈 (Sherlock Holmes) - 블랙우드 경 역
- 2009년: 영 빅토리아 (The Young Victoria) - 존 콘로이 경 역
- 2008년: 바디 오브 라이즈 (Body of Lies) - 하니 역
- 2008년: 미스 페티그루의 어느 특별한 하루 (Miss Pettigrew Lives for a Day) - 닉 역
- 2008년: 락앤롤라 (RocknRolla) - 아치 역
- 2008년: 다니엘 크레이그의 플래시백 (Flashbacks of A Fool) - 매니 역
- 2007년: 스타더스트 (Stardust) - 셉티무스 역
- 2005년: 리볼버 (Revolver) - 솔터 역
- 2005년: 올리버 트위스트 (Oliver Twist)
- 2003년: 올 어바웃 러브 (It's All about Love) - 아더 역
- 2003년: 헨리 8세 (Henry VIII) - 노포크 역
- 2001년: 슈퍼스티션 (Superstition) - 안토니오 역